# Campeonato Capixaba de Futebol de 2016 - Série B
A Série B do Campeonato Capixaba de Futebol de 2016, é uma competição de futebol realizada no Espírito Santo, equivalente à segunda divisão. Com início em 2 de abril e término em 26 de junho.
O Vitória-ES tornou-se campeão pela segunda vez e o Tupy o vice-campeão. Ambos clubes retornam à Série A em 2017.

## Regulamento
Na Fase Preliminar as equipes jogam entre si em dois turnos e os quatro melhores se classificam para as Semifinais, que serão disputadas em partidas de ida e volta (1º x 4º e 2º x 3º). Os vencedores garantem o acesso para a Série A de 2017 e decidem o título em jogo único.

### Critérios de desempate
Os critérios de desempate serão aplicados na seguinte ordem para cada fase:
Fase Preliminar
1. Maior número de vitórias
2. Maior saldo de gols
3. Maior número de gols pró (marcados)
4. Confronto direto
5. Menor número de cartões vermelhos
6. Menor número de cartões amarelos
7. Sorteio

Semifinais
1. Maior saldo de gols nos dois jogos
2. Melhor classificação na Fase Preliminar

Final
1. Cobrança de pênaltis

## Participantes
| Clube              | Cidade                  | Temporada 2015 | Estádio                  | Capacidade | Títulos (último) |
| ------------------ | ----------------------- | -------------- | ------------------------ | ---------- | ---------------- |
| Castelo            | Castelo                 | 9º da Série A  | Emílio Nemer             | 2 000      | 1 (1988)         |
| CTE                | Colatina                | 5º da Série B  | José Olímpio da Rocha[a] | 2 600      | 1 (2002)         |
| Grêmio Laranjeiras | Serra                   | 4º da Série B  | Salvador Costa[b]        | 3 000      | 0 (não possui)   |
| Rio Branco VN      | Venda Nova do Imigrante | Não disputou   | Olímpio Perim            | 3 000      | 1 (1993)         |
| Serra              | Serra                   | Não disputou   | Robertão                 | 1 040      | 1 (1997)         |
| Tupy               | Vila Velha              | 3º da Série B  | Gil Bernardes            | 1 000      | 1 (2001)         |
| Vilavelhense       | Vila Velha              | 6º da Série B  | Gil Bernardes            | 1 000      | 1 (2003)         |
| Vitória-ES         | Vitória                 | 10º da Série A | Salvador Costa           | 2 366      | 1 (2009)         |

Obs.:

- a. ^  O CTE mandou seus jogos no Estádio José Olímpio da Rocha, em Águia Branca.
- b. ^  O Grêmio Laranjeiras mandou seus jogos no Estádio Salvador Costa, em Vitória.

## Estádios[5]
| Águia Branca            | Castelo               | Serra                  |
| José Olímpio da Rocha   | Estádio Emílio Nemer  | Estádio Robertão       |
| Capacidade: 3 200       | Capacidade: 2 000     | Capacidade: 1 040      |
|                         |                       |                        |
| Venda Nova do Imigrante | Vila Velha            | Vitória                |
| Estádio Olímpio Perim   | Estádio Gil Bernardes | Estádio Salvador Costa |
| Capacidade: 3 000       | Capacidade: 1 000     | Capacidade: 3 000      |
|                         |                       |                        |

## Fase Preliminar
| Pos | Times              | Pts | J  | V  | E | D  | GP | GC | SG  | %    | M       | Classificação              |
| --- | ------------------ | --- | -- | -- | - | -- | -- | -- | --- | ---- | ------- | -------------------------- |
| 1   | Rio Branco VN      | 32  | 14 | 10 | 2 | 2  | 26 | 10 | 16  | 76,2 | Estável | Classificado às Semifinais |
| 2   | Vitória-ES         | 29  | 14 | 8  | 5 | 1  | 24 | 6  | 18  | 69,0 | Estável | Classificado às Semifinais |
| 3   | Castelo            | 27  | 14 | 8  | 3 | 3  | 25 | 11 | 14  | 64,3 | Estável | Classificado às Semifinais |
| 4   | Tupy               | 21  | 14 | 6  | 3 | 5  | 19 | 11 | 8   | 50,0 | Estável | Classificado às Semifinais |
| 5   | Grêmio Laranjeiras | 20  | 14 | 6  | 2 | 6  | 12 | 17 | -5  | 47,6 | Estável |                            |
| 6   | Serra              | 16  | 14 | 4  | 4 | 6  | 20 | 18 | 2   | 38,1 | Estável |                            |
| 7   | Vilavelhense       | 13  | 14 | 4  | 1 | 9  | 16 | 23 | -7  | 31,0 | Estável |                            |
| 8   | CTE[ESS]           | 0   | 14 | 0  | 0 | 14 | 0  | 46 | -46 | 0,0  | Estável |                            |

Nota:

- ESS^  O ESSE desistiu da competição na quinta rodada e será suspenso por três anos. Assim foi decretada como vencedora a equipe adversária nos jogos que seriam contra o ESSE, pelo placar de 3 a 0 (W.O.) e os gols computados na tabela. O presidente do clube, o ex-jogador Edmílson Gonçalves Pimenta, o Ratinho, alegou problemas pessoais.[6]

## Semifinais
Jogos de ida
| Domingo, 12 de junho | Tupy                                                    | 4 – 3     | Rio Branco VN                          | Estádio Gil Bernardes, Vila Velha                          |
| 15:00                | Bruno Paixão 33' · Jailson 47' · Lambiru 62' · Caio 80' | Relatório | 8' Raone · 12' Joilson · 71' Jefferson | Público: 380 Renda: R$ 4.420,00 Árbitro: ES Felipe Varejão |

| Tupy | Rio Branco-VN |

| Domingo, 12 de junho | Castelo | 0 – 0     | Vitória-ES | Estádio Emílio Nemer, Castelo                                |
| 15:00                |         | Relatório |            | Público: 239 Renda: R$ 4.070,00 Árbitro: ES Geanderson Godoi |

| Castelo | Vitória-ES |

Jogos de volta
| Sábado, 18 de junho | Rio Branco VN | 0 – 3     | Tupy                                           | Estádio Olímpio Perim, Venda Nova do Imigrante               |
| 15:00               |               | Relatório | 62' Giovanni Pedrini · 66' Lambiru · 77' Tácio | Público: 615 Renda: R$ 9.780,00 Árbitro: ES Elvis da Almeida |

| Rio Branco-VN | Tupy |

| Sábado, 18 de junho | Vitória-ES                                  | 2 – 1     | Castelo      | Estádio Salvador Costa, Vitória                            |
| 15:00               | Flávio Santos 24' · Marco Antônio 90' (pen) | Relatório | 33' Anderson | Público: 381 Renda: R$ 5.460,00 Árbitro: ES Felipe Varejão |

| Vitória-ES | Castelo |

## Final
| Domingo, 26 de junho | Vitória-ES | 0 – 0     | Tupy | Estádio Salvador Costa, Vitória                              |
| 10:15                |            | Relatório |      | Público: 703 Renda: R$ 9.840,00 Árbitro: ES Geanderson Godoi |

|                                        |       | Penalidades                                      |  |
| Marco Antônio Juninho Carioca Hércules | 3 – 1 | Giovanni Pedrini Lucas Porto Jorge Luis Vanílson |  |

| Vitória-ES | Tupy |

## Premiação
| Campeonato Capixaba de 2016 - Série B |
| Vitória                               |
| ------------------------------------- |
| Vitória-ES Campeão (2º título)        |

## Artilharia
| Gols | Jogador          | Time          |
| ---- | ---------------- | ------------- |
| 8    | Lambiru          | Tupy          |
| 7    | Rodolfo          | Vilavelhense  |
| 6    | Canário          | Rio Branco VN |
| 6    | Fabiano          | Serra         |
| 6    | Wagner           | Castelo       |
| 5    | Hércules         | Vitória       |
| 4    | Juninho Carioca  | Vitória       |
| 3    | Anderson         | Castelo       |
| 3    | Giovanni Pedrini | Tupy          |
| 3    | Jefferson        | Rio Branco VN |
| 3    | Juninho          | Rio Branco VN |
| 3    | Kevin            | Serra         |
| 3    | Lucas Porto      | Tupy          |
| 3    | Tiquim           | Rio Branco VN |
| 3    | Wesley Carioka   | Castelo       |

- Fonte[7]